# Folke Hellsén
Erik Folke Hellsén, född 12 december 1908 i Arbrå i Hälsingland, död 26 maj 1968 i Skarpnäck, var en svensk målare och tecknare. 
Han var elev hos Edvin Ollers och Isaac Grünewald, och har gjort studieresor i ett flertal länder. Han har huvudsakligen målat och tecknat porträtt.